# Моррис, Гленн
Гленн Эдуард Моррис (англ. Glenn Edward Morris; 18 июня 1912, Денвер — 31 января 1974, Пало-Алто, Калифорния) — американский легкоатлет (десятиборье), чемпион летних Олимпийских игр 1936 года в Берлине, рекордсмен мира. Также известен как актёр, сыгравший роль Тарзана в фильме «Месть Тарзана».

## Биография
В 1934 году окончил Университет Колорадо, после чего Гленн Моррис работал в Форт-Коллинз на полставки помощником футбольного тренера. В апреле 1936 года он побил рекорд США в десятиборье в соревнованиях в Канзасе. Два месяца спустя он выиграл олимпийские отборочные соревнования с новым мировым рекордом (7875).
На летних Олимпийских играх 1936 года в Берлине Моррис стал олимпийским чемпионом, попутно установив мировой рекорд (7900 очков) и опередив двух своих соотечественников — Боба Кларка (7601) и Джека Паркера (7275). Это были последние соревнования по десятиборью, в которых он принял участие. В том же году Моррис был удостоен приза Джеймса Салливана.
С октября 1936 года Моррис работал в компании NBC диктором. В 1938 году снялся в трех фильмах. Среди его ролей была и главная роль в фильме «Месть Тарзана». В 1940 году он играл в американский футбол в команде «Детройт Лайонс». Во время Второй мировой войны был военном-морским офицером, нёс службу в Тихом океане, был тяжело ранен. После завершения службы, вследствие ранения ему было трудно найти работу. Умер в нищете в Пало-Алто (Калифорния). В 2011 году штат Колорадо почтил его, переименовав Полевой дом Южного колледжа в Полевой дом Гленна Морриса.